# Периметр (игра)
«Периметр» (в англоязычном издании — Perimeter) — компьютерная игра в жанре стратегии в реальном времени, созданная калининградской компанией К-Д ЛАБ в 2004 году. Особенность игры, делающая её уникальной в своём жанре — разрушаемое окружение. Игрок использует особенности рельефа для получения ресурсов для атаки и обороны. Кроме того, игрок часто вынужден противостоять геологическим процессам, разрушающим поверхность миров, и населяющим их враждебным созданиям — «скверне». Среди ключевых моментов игры также можно отметить возможность мгновенного превращения войск игрока из одного типа в другой прямо на поле боя и полноценную реализацию позиционных войн.
Действие «Периметра» разворачивается в той же вымышленной вселенной, что и другого проекта К-Д ЛАБ — «Вангеры». События в «Периметре» предшествуют событиям, описанным в «Вангерах».
«Периметр» был очень тепло встречен прессой, критиками и игроками по всему миру. Отмечалось большое количество инноваций, выделяющих игру на фоне своих собратьев. «Периметр» получил большое количество наград от игровых изданий и выставок (см. Отзывы прессы).

## Сюжет
Сценарий для игры был написан Андреем Кузьминым (также являющимся её продюсером) и Михаилом «ChSnark» Пискуновым (занимавшимся литературным наполнением). Как отмечали некоторые критики, сюжет играет большую роль в создании особой психоделической атмосферы и является важным компонентом «Периметра».
О сюжетной линии «Периметра» подробно рассказывается в руководстве игры, а также на официальном сайте. Помимо формального описания игровой вселенной, события, происходящие в игре, описываются в «П-файлах» — художественных рассказах от лица непосредственных свидетелей событий.

### Краткая предыстория
В начале третьего тысячелетия на Земле появились учёные-пророки, называемые спиритами, которые быстро объединились в единую организацию. Спириты значительно продвинули технический прогресс. Одним из важнейших вкладов Спиритов в человеческую науку и культуру стали «коридоры», порталы в иные миры.
Эти новые миры представляли собой существовавшие в некой параллельной вселенной островки материи, разделённые непреодолимым «хаосом», сквозь который можно было перемещаться лишь с помощью коридоров спиритов.
Началось активное заселение этих миров, получивших название спанж-пространство из-за главенствовавшей тогда теории, что структура этой вселенной напоминает губку с мирами-полостями, между которыми можно перемещаться. В ходе исследований выяснилось, что спанж-миры взаимодействуют с человеческим сознанием. На протяжении всей истории Земли они впитывали психическую энергию её жителей, их эмоции, мысли и чувства. Рельеф этих миров был вылеплен под воздействием мыслей разных поколений людей. Так, были миры, в точности напоминавшие разные исторические периоды.
Окружающее Землю спанж-пространство получило название Психосфера. Были сделаны предположения, что попасть на другие планеты можно именно через Психосферу, минуя космические перелёты. При поддержке спиритов возникло движение Исхода, пропагандировавшее массовый уход с Земли, погрязшей, по мнению спиритов, в грехах, страстях и политических раздорах. Скоро Исход стал крайне популярным течением и принял религиозную окраску.
На Земле разразился кризис, причиной которого стало освоение Психосферы. Оказалось, что спанж-миры реагируют на присутствие людей, материализуя их подсознательные страхи. Пространство вокруг Коридоров на Земле стало стремительно заражаться элементами Психосферы. Было принято решение уничтожить все порталы и разорвать связь со спанж-пространством, однако большая группа сторонников движения Исхода во главе со спиритами успели покинуть Землю. Кроме того, на близлежащих мирах осталось много брошенных исследователей Психосферы. В течение игры становится ясно, что в конце концов на Земле не выжил никто, либо человечество деградировало под напором враждебной силы.
Оказавшись один на один с угрожающими враждебными мирами, люди были вынуждены искать способы выжить, создавая необходимые для этого специальные технологии. Среди них были силовые купола, непроницаемые для враждебной Психосферы, технологии добычи энергии при помощи самой поверхности миров. Вскоре было принято решение воплотить в реальность Исход, экспедицию нескольких сотен тысяч людей к «Земле Обетованной», новому большому миру для жизни цивилизации.
Чтобы осуществить Исход, были проведены серьёзные изменения общественного устройства, чтобы контролировать население этих городов, так как реакция Психосферы была способна в мгновение ока уничтожить Фреймы, если психическая активность людей превышала норму. Таким образом спириты, обладавшие навыками контроля над Психосферой и более дисциплинированным сознанием, оказались во главе Исхода.
В итоге был сформирован тоталитарный теократический строй, и девять фреймов по очереди вошли в новые коридоры, ведущие вглубь Психосферы. Исход, целью которого было достижение нового лучшего мира, начался.

### Сюжет игры
В «Периметре» игрок выполняет роль одного из легатов — командиров фреймов. Он управляет развитием базы и руководит боевыми действиями. Если следовать оригинальному сюжету, игрок будет «переселяться» из одного легата в другого. Так он сможет наблюдать за разворачивающимися событиями с разных сторон и отыгрывать роли легатов разных фракций.
Через несколько сотен лет после начала Исхода в Цепи Миров создаются новые коалиции, отметающие идеи спиритов. Во-первых, это Возврат, назвавший себя Комитетом Истины, который своей основной задачей ставит возвращение к корневым мирам и оттуда — обратно на Землю. Комитет Истины не приемлет спиритов и исход; по словам одного из персонажей, спириты — Лжецы, которые ведут людей в никуда и держат их в рабстве. Также через некоторое время от Исхода отделяется Империя Спанжа. Её идеология настаивает на том, что место человека находится не на Земле и не в лучшем мире, обещанном спиритами, а здесь — внутри Психосферы. Законы Империи суровы и подчинены общей милитаризации и механизации людей.
Игрок выполняет поочерёдно задания разных фракций и следит за развитием истории Психосферы. За всю игру в Цепи Миров протекает несколько сотен лет, что делает почти невозможным введение в игру каких-либо человеческих персонажей для создания необходимой атмосферы, как это обычно бывает в других видеоиграх.
На официальном англоязычном форуме «Периметра» прошло замечание о том, что издатель вырезал некоторые элементы сюжета из международной версии игры (возможно, сочтя его слишком сложным и запутанным). Из-за этого понять некоторые моменты в игре становилось довольно трудно, так что сообществом игроков был подготовлен частичный перевод сюжета, изложенного в руководстве, на английский язык.

## Игровой процесс
«Периметр» включает в себя основные компоненты стратегии в реальном времени: игровой процесс состоит из строительства и развития базы, накопления ресурса, создания армии и боя с противником. При этом многие игровые издания отмечали нестандартный подход разработчиков к воплощению этих компонентов игры (смотри Отзывы прессы).
Матчи в «Периметре» проходят в ограниченном виртуальном участке пространства, обзор которого в полной мере доступен каждому игроку в каждый момент времени (в видеоиграх иногда такие участки пространства называют картой или полем боя). В памяти компьютера размещаются объекты, принимающие участие в игре; они отмечаются на поле боя в виде узнаваемых трёхмерных моделей. Все игроки вольны отдавать приказы тем объектам, которые подчиняются непосредственно им. Это делается при помощи клавиатуры и мыши.

### Режимы игры

Мультивселенная, где происходят события «Периметра» — «цепь миров». Каждый пузырь здесь — отдельный мир, теоретически пригодный для проведения матча. Миры связаны между собой коридорами, по которым могут перемещаться фреймы. Внизу выводится монолог одного из внутриигровых персонажей.

«Периметр» обладает стандартными для стратегий своего времени функциями и режимами игры. Разработчики предлагают следующие возможности:
- Кампания. Серия из 28 матчей (или миссий)[11], связанных между собой и предысторией игры общим сюжетом. В каждом матче игрок исполняет роль одного из легатов Исхода, Возврата или Империи. Кампания предлагает также краткое обучение, где раскрываются основные правила игры. Для того чтобы победить, игрок должен последовательно выиграть все предложенные матчи (кроме обучения, необязательного к прохождению). Задачи, которые необходимо выполнить во многих миссиях, отличаются от простого уничтожения противника. От игрока может, например, потребоваться: продержаться определённое время живым; привести свой фрейм к нужной точке в мире; построить нужные сооружения в указанных точках; уничтожить гнёзда скверны и т. д. В перерывах между миссиями игроку показывается общая карта вселенной, где происходит действие игры. Кроме того, в это время игроку демонстрируются обращения внутриигровых персонажей, разъясняющих текущее положение дел.
- Сражение с искусственным интеллектом. Один матч, параметры которого задаются игроком. Настраиваемые критерии: мир, где происходит сражение; количество игроков (в общей сложности — не более четырёх); взаимоотношения игроков (например, можно играть двое на двое); цветовая гамма игроков; фора для каждого игрока. Человек является одним из игроков, остальные находятся под контролем искусственного интеллекта. Чтобы выиграть, надо уничтожить или захватить фреймы противников.
- Выживание. Один матч, в течение которого один игрок обороняется против скверны, нападающей на него. Достигнуть абсолютного выигрыша здесь нельзя. Лучшим считается тот игрок, который продержится дольше всего. Количество нападающей скверны постепенно увеличивается.
- Сражение по сети. Один матч, параметры которого задаются игроками. Не более четырёх человек связываются по интернету или локальной сети для совместной игры на одном мире. Для победы нужно уничтожить или захватить вражеские фреймы. Параметры игроков настраиваются так же, как и в сражении с искусственным интеллектом.

В любом случае все основные события разворачиваются на так называемых «плоских мирах». Пока игрок пребывает на плоском мире и у него под контролем находится фрейм, он может развиваться по собственному усмотрению. Обычно в игровом процессе различают экономическую и боевую части. Во-первых, игрок строит и совершенствует свою базу и копит ресурсы. Во-вторых, он ведёт сражения с врагами в поле, осаждая их базы или обороняя свою.

### Развитие базы
Главный объект в матче — это «фрейм» — огромный летающий город, способный производить для игрока юнитов поддержки и, приземлившись на ровную поверхность, вырабатывать энергию. Если фрейм будет уничтожен, игрок, которому он принадлежал, потерпит поражение. Начало строительства базы почти всегда начинается рядом с фреймом в силу особенностей инфраструктуры базы и необходимости защиты фрейма.

#### Бригадиры и прорабы
Действие каждого матча разворачивается на ограниченном участке суши (в игре называемой «скамом»), плавающем в «хаосе». При этом по хаосу не могут перемещаться наземные или подземные войска, на хаосе не могут быть возведены какие-либо здания. В подчинении у игрока находится два вида юнитов поддержки. Один из них — бригадир — предназначен для выравнивания поверхности. В частности, он может засыпать хаос скамом, тем самым делая его пригодным для строительства и манёвров. Сам бригадир может преодолевать хаос, получая при этом небольшие повреждения.
Скорость выравнивания участка поверхности зависит от расстояния между этим участком и бригадиром. То есть для более быстрого выравнивания поверхности игроку требуется подвести бригадира как можно ближе к цели, что создаёт определённую опасность, так как сам бригадир не обладает возможностями атаки или защиты. Иногда бригадиры могут быть использованы не для выравнивания поверхности, а, наоборот, для её разрушения: траншеи, представляющие собой узкие полоски хаоса, могут препятствовать продвижению войск противника. Динамическое изменение игрового ландшафта является одной из ключевых особенностей «Периметра», так как напрямую влияет на развитие и взаимодействие игроков (смотри далее).
Второй вид юнитов поддержки — прорабы. Они выполняют строительные функции. Для начала строительства нового здания игрок устанавливает его голограмму на поле боя, а прорабы начинают посылать к этой голограмме некие пакеты энергии (кванты). Здание будет построено, как только получит необходимое ему количество квантов. Кванты представляют собой активные объекты на поле боя. Они не передаются мгновенно, а летят с небольшой скоростью. То есть, чем дальше прорабы находятся от строящегося здания, тем дольше оно будет возводиться. Также кванты можно уничтожить с помощью лазерных пушек, и некоторых других юнитов.
Все здания должны быть построены не просто на спанже, а на идеально гладкой поверхности — «зерослое». Созданием и поддержанием зерослоя занимаются бригадиры. Если зерослой под уже построенным зданием начать разрушать, то зданию будет наноситься урон до тех пор, пока оно полностью не разрушится.
Общая сумма бригадиров и прорабов игрока не может превышать пяти.

#### Энергосети

База Исхода атакуется скверной-червём. Слева находится фрейм Исхода; шесть ядер объединены в одну энергосеть и подключены к фрейму; энергообеспеченная поверхность окрашена синим цветом.

Почти все действия игрока требуют прямого расхода энергии — единственного ресурса в игре. Получением энергии занимаются специальные сооружения — ядра (или электростанции). Как только ядро строится, оно покрывает зерослой в некотором радиусе от себя «энергообеспеченной поверхностью». Такие поверхности играют очень важную роль в развитии базы.
- Прежде всего, энергия, вырабатываемая ядрами, напрямую зависит от площади той энергообеспеченной поверхности, которую они создают. Энергообеспеченная поверхность каждого ядра не может быть больше изначально заданной константы, но может быть уменьшена, если зерослой, включённый в энергообеспеченную поверхность, будет разрушен.
- Кроме того, зданиями игрока считаются только те, которые находятся на энергообеспеченной поверхности, создаваемой ядрами игрока. Таким образом, рядом с каким-либо зданием всегда должно находиться ядро (или фрейм). Если это ядро уничтожить, то энергообеспеченная поверхность исчезнет, и здание игрока станет нейтральным: оно перестанет принадлежать кому-либо и будет оставаться в нерабочем состоянии, пока снова не окажется на чьей-нибудь энергообеспеченной поверхности. Уничтожение ядер противника и строительство вместо них своих ядер — одна из возможностей захвата зданий и территорий.
- В-третьих, все объекты, находящиеся на энергообеспеченной поверхности, могут быть мгновенно накрыты непроницаемым для врага силовым полем — «периметром». Если войска противника и снаряды, выпущенные его пушками, прикоснутся к периметру, они уничтожаются. Для поддержания периметра расходуется огромное количество энергии. Часто бывает целесообразно включать периметр только для нескольких ядер, оставляя другие свободными.

Ядра игрока также могут быть захвачены или обесточены. Дело в том, что каждое новое ядро должно быть построено не дальше определённого расстояния от предыдущего и быть постоянно с ним связанным. Такие ядра называются включёнными в единую энергосеть. Энергосеть считается принадлежащей игроку, если хотя бы одно ядро из неё связано с главным зданием — фреймом. Разумеется, игрок получает энергию только от тех ядер, которые включены в энергосеть, принадлежащую ему. Выбивая из энергосети отдельные, но стратегически важные ядра, противник может сначала обесточить её, а потом, построив своё ядро рядом с энергосетью, захватить её. Захват также можно произвести поднятием над вражеским ядром периметра. Энергоэкран не пропускает никаких связей ядра с изначальной его энергосетью, и оно будет подключено к сети захватчика.
Очевидно, что, чем плотнее располагаются ядра игрока, тем труднее будет захватить эту энергосеть. С другой стороны, чем дальше друг от друг построены ядра, тем большую площадь они охватывают и с тем большей эффективностью производится выработка энергии.
Позиционные войны, ведущиеся игроками с целью захвата наиболее выгодного положения и правильного расположения своих энергосетей, с самого начала являлись главным аспектом игры. Но к началу продаж разработчики сдвинули акцент в более привычную игрокам сторону — войне армиями.

#### Оборона
Для строительства войск и оборонительных сооружений игрок должен получить соответствующие технологии. Для этого необходимо наличие «лабораторий». Лаборатории — здания, создаваемые прорабами на энергообеспеченной поверхности, которые можно модернизировать несколько раз для получения новых технологий и преимуществ.
Лаборатории различают по тем технологиям, которыми они снабжают игрока: лазерное оружие, ракеты, бомбы и т. д. Таким образом, построив, например, лазерную лабораторию, игрок затем сможет строить лазерные пушки и создавать войска, обладающие лазерным оружием (смотри далее).
Пушки — небольшие здания, способные атаковать войска и здания противника. Кнопки строительства пушек выделены на панели управления в отдельную категорию. Как и другие здания, пушки должны строиться на энергообеспеченной поверхности; их единственная функция — защита базы или атака врага.

### Активные боевые действия

Солдат из игры (концептуальный эскиз)

Армия игрока подразделяется на несколько отдельных взводов («сквадов»). Игрок не может управлять конкретным бойцом, он отдаёт приказы сразу всему скваду, который действует почти как одно целое. У игрока может быть ограниченное число сквадов (это определяется количеством специальных зданий — «командных центров»), в общем случае не более пяти.

#### Нано-роботы
Для наполнения сквадов свежими силами используются заводы нано-роботов. Их три типа (по одному для каждого типа нано-робота): завод солдат, завод офицеров и завод техников. После заказа игроком производства роботов они создаются за очень короткий промежуток времени и, появившись на поле боя, становятся активными объектами. То есть они перемещаются не мгновенно и могут быть уничтожены врагом. Нано-роботы после постройки начинают немедленное движение к тому скваду, для которого они создавались. В последней версии игры все нано-роботы являются авиацией (хотя всё равно гибнут, если на их пути поставить периметр).
Сквад может состоять из любого числа нано-роботов (сумма всех нано-роботов игрока не должна превышать 250) и в любом соотношении. Сами нано-роботы как боевые единицы почти не представляют интереса. Нано-солдаты наносят очень небольшой урон; нано-офицеры немного замедляют вражеские войска; нано-техники чинят дружественные войска. Иногда техники используются для прикрытия и оперативного ремонта основных ударных сил. Нано-роботы являются элементарными единицами: любого одного выстрела достаточно, чтобы уничтожить нано-робота.

#### Трансформация войск
После укомплектования сквада нужным количеством роботов игрок может превратить этот сквад в нужный ему тип войск почти мгновенно и прямо на поле боя. Для каждого типа войск необходимо конкретное количество нано-роботов в нужной пропорции. Если у игрока они есть, а кроме того он владеет соответствующей лабораторией, то после заполнения внутреннего буфера «заряжённости», игрок может трансформировать его в полноценные боевые единицы. В любой момент сквад можно разложить обратно на составляющих его нано-роботов и вновь собрать. Такие операции могут быть повторены сколько угодно раз.

Часть базы, защищённой периметром, атакуется скверной-драконом

Всегда, кроме тех случаев, когда сквад разложен на базовых нано-роботов, он состоит из войск одного типа. В скваде не могут одновременно быть, например, диггеры и снайперы. Таким образом, один и тот же сквад может выполнять совершенно разные задачи, находясь в разных состояниях, но только одну задачу в данный момент.
Боевые роботы игроков могут использоваться для разных целей:
- Перехват вражеских сквадов и сражения с ними (снайперы, егери и рокеры)
- Саботаж развития базы противника, атака бригадиров, прорабов, ковшей и квантов (снайперы)
- Осада и разрушение непосредственно вражеских зданий (бомбомёты, варгоны и шершни)
- Разрушение вражеских зданий и порча зерослоя (скаммеры и искоренители)
- Переброска войск игрока под купол периметра противника (диггеры)

При этом все войска подразделяются на три типа:
- Сухопутные — перемещаются по поверхности спанжа и гибнут, оказавшись в хаосе или прикоснувшись к периметру.
- Подземные — перемещаются внутри спанжа и гибнут, оказавшись в хаосе. Подземные войска невосприимчивы к наземным атакам, их можно достать, только используя подземные пушки или искоренителей.
- Авиация — перемещаются над спанжем и хаосом. Обычно отличаются высокой скоростью перемещения.

Кроме того, у каждой фракции внутри игры (Исход, Возврат и Империя) есть свои собственные экспериментальные боевые единицы. Всего их четыре для каждой стороны. Экспериментальные войска Исхода специализируются на изменении поверхности: разрушении зерослоя, забрасывании скамом и особенно эффективны при нападении на базы. Возврат может вызывать в указанных местах несколько особей скверны, дружественной по отношению к игроку. Этой скверной нельзя управлять, она будет уничтожать всех врагов вокруг, пока не исчезнет. Империя представлена наиболее колоритными войсками: они могут отнимать энергию у соперника (правда, при этом она не даётся игроку, который её отнимает), раскладывать вражеские сквады на базовых нано-роботов, делать свои войска невидимыми и наносить огромные повреждения поверхности и зданиям.
Возможности превращения войск из одного типа в другой в реальном времени и узкая специализация каждого типа войск в отдельности создают множество возможных тактических и стратегических комбинаций, которые могут быть разыграны игроками.

## Оформление
Дизайн игры способствует погружению игрока во вселенную, придуманную разработчиками. Игровые критики отмечали, что главным образом впечатляет не техническое качество исполнения, а эстетическое; подразумевались ландшафты внутриигровых миров: они представляют собой настоящие художественные композиции, посвящённые какой-либо культурной тематике. Например, можно встретить миры, оформление которых напоминает древний Египет, Марс, остров Пасхи. Некоторые миры представляют интерес своей конструкцией. К таким можно отнести соту, состоящую из отдельных шестиугольных площадок, разделённых неразрушимыми перегородками.
Также было замечено, что музыка, сюжет и графика игры в общем создают психоделическую атмосферу. В конце кампании разработчики применяют нестандартный ход: персонаж «Периметра» признаёт, что его вселенная и вселенная игрока находятся «по разные стороны монитора», что, однако, позволяет им успешно взаимодействовать друг с другом.
В комплекте с игрой было предложено несколько научно-фантастических рассказов, написанных по вселенной игры екатеринбургским писателем Юрием «Юргеном» Некрасовым. Серия этих рассказов называлась разработчиками «Документальными свидетельствами».

### Звук и музыка
Все роли в игре озвучены профессиональными актёрами. Их голоса были изменены при помощи программ обработки голоса, чтобы сделать более похожими на своих прототипов в игре. Музыка к игре была написана композитором Виктором «Ruber» Краснокутским, специализирующимся на написании музыки для компьютерных игр (позднее образовавшем студию TriHorn Productions), Максимом Сергеевым (группа «Бигуди») и Андреем «KranK» Кузьминым. Композиции представляют собой электронную психоделическую музыку, по замыслу разработчиков способствовавшую погружению игрока в атмосферу «Периметра». Часть музыкальных композиций можно скачать с официального сайта компании К-Д ЛАБ.

## Проблемы и недостатки
Как и множество других современных компьютерных игр, «Периметр» не был полностью избавлен от проблем и ошибок. Некоторые из них были связаны с механикой игры, другие — с балансом между игроками, третьи — с техническим исполнением. Часть ошибок была исправлена заплатками, выпущенными разработчиками через некоторое время после выхода игры.
Интересная ошибка, связанная с механикой игры, была исправлена одной из заплаток. Сущность ошибки заключалась в следующем: с одной стороны сквад представляет собой единое формирование, действующее, как одно целое. В частности, у сквада есть общий радиус атаки, который зависит от количества и расположения роботов в скваде. Чем больше роботов, чем они массивнее и чем дальше они находятся от общего центра сквада, тем больше их общий радиус атаки. Это явление обоснованно, так как все роботы в скваде всегда стремятся сбиться в одну кучу, ближе к их общему центру, следовательно, количество и размер роботов в скваде влияет на радиус атаки незначительно. Тем не менее бывают ситуации, когда роботы в скваде растягиваются на очень большое расстояние (это также обосновано, так как роботы начинают движение и тормозят не мгновенно, а постепенно). Иногда это случалось из-за того, что компьютер автоматически включал в состав сквада только что созданных нано-роботов, находящихся на значительном удалении от сквада. В таком случае радиус атаки увеличивается до огромных значений. Были случаи, когда радиус атаки егерей (одних из самых подвижных и дальнобойных роботов) покрывал весь мир.
Во время сетевых сражений возникали ошибки «рассинхронизации» игроков. Практически это означало, что игроки переставали получать верные сведения друг от друга, и матч превращался в «муляж»: на самом деле каждый игрок видел не действия своих соперников, а некоторые изменённые действия, переданные ему с сервера ошибочно. Играть при этом дальше бессмысленно.
К недостаткам можно отнести, например, невозможность скрытия панели инструментов, которая занимает значительную часть игрового экрана. Так как практически все команды в игре можно вызывать с помощью горячих клавиш, для опытных игроков панель инструментов остаётся ненужной бо́льшую часть времени.
Также «Периметр» был очень необычной игрой для своего жанра. Он включал в себя большое количество нововведений, которые могли отпугнуть игроков, привыкших к определённым стандартам в подобных играх.

## Отзывы прессы
| Сводный рейтинг         | Сводный рейтинг |
| Агрегатор               | Оценка |
| ----------------------- | --- |
| GameRankings            | 77,86 % |
| Game Ratio              | 75/100 |
| Metacritic              | 77/100 |
| Иноязычные издания      | |
| Издание                 | Оценка |
| 1UP.com                 | B- |
| IGN                     | 8/10 |
| Русскоязычные издания   | |
| Издание                 | Оценка |
| Absolute Games          | 87/100 |
| «Игромания»             | 9,5 |
| «ЛКИ»                   | Корона |
| «НИМ»                   | 9,1/10 |
| Награды                 | |
| Издание                 | Награда |
| КРИ                     | Приз от прессы КРИ 2003 (для К-Д ЛАБ) Лучшая технология КРИ 2003 Лучшая игра для PC (КРИ 2004) Лучший игровой дизайн КРИ 2004 |
| Навигатор Игрового Мира | «Game World Navigator Choise» «Лучшая экспериментальная RTS 2004 года»                                                        |
| Absolute Games          | «Наш выбор» |
| Игромания               | «Выбор редакции» «Самая необычная игра 2004 года»                                                                             |
| PC Gamer (Россия)       | «PC GAMER рекомендует» |
| Страны Игр              | «Страна Игр рекомендует» |
| PC Gamer (UK)           | «Игра месяца» |

«Периметр» получил очень одобрительные отзывы у игровых критиков (как российских, так и зарубежных) и удостоился многих наград от игровых изданий (например, от «Навигатора» и «AG.ru») и от игровых выставок (в общей сложности четыре награды от КРИ). В прессе были отмечены инновационность и оригинальность игры.
У игроков «Периметр» вызвал чуть более многозначную реакцию. Некоторые критики объясняют это некоторыми сложностями, возникающими при ознакомлении с игрой, и её непохожестью на другие современные RTS. Вот некоторые отзывы прессы, отобранные издателем:
«„Периметр“ — знаковый продукт. Первая реальновременная стратегия за последние пару лет, в которую вообще имеет смысл играть» — PC Gamer (Россия).
«Территориальная война в единственно верной игровой трактовке. В трактовке „от К-D LAB“» — Game.EXE.
«K-D LAB создают вселенную. Настоящую вселенную, в которой хочется жить» — DTF.
«Загадочная, но чрезвычайно привлекательная игра» — Страна Игр.
«Russian RTS stuns with beauty and innovation. We Want Inside this Perimeter» — pc.ign.com. («Русская RTS оглушает своей красотой и инновационностью. Мы хотим внутрь этого Периметра»)
«Perimeter takes the real-time strategy genre, infuses it with a wealth of novel concepts, and wraps it all up in a great-looking graphical package» — gamerstemple.com. («Периметр создан в жанре стратегий в реальном времени, и при этом он включает множество новинок, завёрнутых в прекрасно выглядящую графическую обёртку»)
«…a highly unusual game that aims to redefine the very „feel“ of real-time strategy» — GameSpy. («…в высшей степени необыкновенная игра, цель которой — переопределить само „чувство“ стратегий в реальном времени»)

## Игровое сообщество
Не став так широко распространённым среди большинства игроков, как другие современные и раскрученные марки, «Периметр» тем не менее стал достаточно популярным у определённого круга людей. После выхода игры было создано несколько кланов для игры по сети. Эти группы были активны довольно долгое время, что также подтверждается выпуском заплаток к игре, улучшающих её баланс и технологическую часть.
Игровым сообществом был создан центральный Интернет-ресурс для общения и проведения различных мероприятий, связанных с «Периметром». В рамках этого ресурса проводились чемпионаты и конкурсы, некоторые из которых были поддержаны разработчиками игры. Силами сообщества до сих пор разрабатываются специальные модификации для игры (смотри Продолжения).
По всей видимости, вне России и стран СНГ «Периметр» не стал таким популярным. Некоторые игроки считают, что это могло быть обусловлено неправильной политикой издательства игры, недостаточной рекламой и поддержкой. В любом случае активных на данный момент иностранных сайтов поклонников игры не существует, а ссылки с сайта издательства ведут лишь на русскоязычные ресурсы.

## Разработка и выпуск
В 2021 году один из ключевых разработчиков игры Андрей «KranK» Кузьмин выложил исходный код игры на GitHub под свободной лицензией GPLv3.

## Продолжения

### Периметр: Завет Императора

Снимок экрана из «Завета Императора». На переднем плане красным цветом подсвечены новые юниты — кондукторы

Осенью 2005 года «К-Д Лаб» выпустила дополнение к оригинальной игре, названное «Периметр: Завет Императора». Дополнение было встречено критиками и игроками куда холоднее оригинала. Это было вызвано тем, что дополнение привносило в игру очень мало новых элементов. Среди новинок была лишь одна новая лаборатория (электрическая), открывавшая доступ к трём боевым единицам и одной стационарной пушке. По мнению некоторых журналистов, сюжет также утратил оригинальность и интерес, а плоские миры перестали в большинстве своём быть отдельными произведениями искусства и потеряли эстетическую красоту, как и задания, связанные с ними. Кроме того, «Периметр: Завет Императора» обладал некоторыми ошибками, особенно досаждавшими при сетевых сражениях (как, например, рассинхронизация).

### Периметр. Золотое Издание

Обложка диска «Периметр. Золотое Издание»

22 февраля 2008 года в продажу поступило обновлённое издание «Периметра». Оно содержало оригинальную игру и официальное дополнение — «Завет Императора». Среди дополнительных материалов были представлены фантастические рассказы, написанные по вселенной игры, иллюстрации (включая ранее неопубликованные), специальные инструменты для модификации игры, включающие исходники всех игровых моделей и редактор игровых миров «Surmap», а также некоторые материалы о создающемся на тот момент официальном продолжении. Часть данных, бывших эксклюзивными для этого издания, вскоре была выложена для свободного доступа самими разработчиками.

### Периметр 2: Новая Земля
Ещё до выхода первого дополнения разработчики анонсировали прямое продолжение игры: «Периметр 2: Новая Земля». В продолжении игры будет снова использоваться идея динамического терраформирования. При этом она приобретёт новое дыхание: разработчики планируют повторить опробованную в игре «Maelstrom» технику изменения ландшафта с его возможным затоплением и осушением. Судя по предложенным игровым роликам, сопровождающимися комментариями разработчиков, в игре будут принимать участие две враждующие фракции: Исход и Возврат. Исход использует в качестве среды обитания сушу, а Возврат (который также во время сюжета оригинального Периметра вступил в симбиоз со Скверной) — водное пространство. В прессе проходили замечания о том, что помимо этих двух фракций будет представлена ещё одна, возможно, Империя Спанжа, своим развитием и структурой полностью отличающаяся от первых двух. Сюжет продолжения будет дополнять и развивать сюжет «Периметра».

### Официальные
- Официальный сайт игры
- Анонс игры на сайте разработчиков
- Официальный англоязычный сайт игры